# Poslední akord
Poslední akord je opera o jednom dějství českého skladatele Karla Moora na libreto Leona Pohla, napsané na námět anekdoty ze života W. A. Mozarta spojený s premiérou jeho Dona Giovanniho – podtitul opery zní „episoda z pobytu W. A. Mozarta v Praze“. Autoři ji věnovali Mozartově obci v Československé republice a úspěšná premiéra se konala dne 18. června 1930 v pražské vile Bertramka, která je současně dějištěm operního příběhu.

## Vznik a charakteristika
Libretista Leo Pohl využil k libretu tří pramenů: vyprávění o Mozartovi v próze Rococo-Bilder: nach Aufzeichnungen meines Grossvaters českoněmeckého básníka Alfreda Meissnera, povídky Paula Nettla Mozart und Casanova a sbírky dokumentů Mozart raconté par ceux qui l'ont vu od Jacquese-Gabriela Prod'homma. Skloubil zejména známou historku o tom, jak bylo zábavymilovného Mozarta třeba zamknout do pokoje, aby dokončil předehru k Donu Giovannimu, s fiktivní představou hovoru mezi Mozartem a známým dobrodruhem Giacomem Casanovou na donjuanovské téma. Toto skloubení není příliš plynulé a milostná zápletka s Casanovou a jeho synovcem zatlačuje Mozarta jako hlavního hrdinu do pozadí.
Téměř všechny postavy opery mají skutečné historické předobrazy. Vedle Mozarta a jeho manželky to jsou František Xaver a Josefina Duškovi, šlechtičtí hudební mecenáši hrabě Kristián Filip z Clam-Gallasu a svobodný pán Josef z Bretfeldu, libretista Dona Giovanniho Lorenzo da Ponte, dále ředitel Stavovského divadla Pasquale Bondini, jeho žena Caterina (v opeře mylně Terezina) Bondiniová, první představitelka Zerliny, její sestra Teresa Saporitiová, první dona Anna, pěvec Luigi Bassi, první Don Giovanni, pěvkyně Caterina Micelliová, první Dona Elvira (a k tomu její smyšlená matka), režisér Dona Giovanniho Domenico Guardasoni a konečně Giacomo Casanova (vystupující nejdříve pod svým titulem Chevalier de Seingalt). Poslední postava, jeho synovec, je smyšlená, ač je označován za syna Casanovova skutečného bratra Francesca Giuseppeho. Další dobové postavy jsou v libretu zmiňovány, Mozartem obdivovaný harfenista Josef Häusler je reprezentován hrou harfy za scénou.
Dílo bylo koncipováno pro provedené v plenéru na Bertramce. Stalo se tak 18. června 1930 v podání studentských kolektivů: Studentské filharmonie (především ze žáků Pražské konzervatoře) řízené Otakarem Kozlem, žákyň taneční školy profesorky Štěpánky Klimešové-Polákové a pěveckých studentů konzervatoře a škol profesorky Doubravky Branbergerové, profesora Egona Fuchse a ing. Chvály. K dispozici bylo hostům i německé libreto v překladu Ludvíka Boháčka a Heinricha Möllera.
Josef Bachtík ve Venkovu hodnotil takto: „Nelze říci, že volbou této Moorovy opery byla učiněna zrovna šťastná výhra. Libreto má sice dosti dobrých nápadů (za takový pokládáme zvlášť konfrontaci tvůrce Dona Juana s Donem Juanem skutečným v postavě Casanovově), nevede však tyto motivy do konce a postrádá pak zhuštěnosti a koncentrovanosti, v neposlední řadě i v důsledku značného množství jednajících osob. Moorova hudba pak zůstává převážně zcela na povrchu, je málo originální a bez výstižnější charakteristiky osob a zachycení scény.“ Ani Pavel Váša v Lidových novinách se o hudbě nevyjádřil pochvalně: „Moorova hudba, držící se smetanovské techniky, má tu přednost, že plyne lehce vpřed, dramatický výraz jí však vůbec chybí. Jako pěst na oko působí závěr, kdy božský Mozart sní o svém vznikajícím díle při sladké melodii operetního ražení.“ Příznivější recenzi přinesly Národní listy, i když nikoli bez jistého bodnutí: „Karel Moor zhudebnil Pohlův text jako zkušený dramatik, znalý požadavků, jež se kladou na jevištní dílo. Jeho hudba místy smetanovsky zabarvená vhodně provází veškery scény této jednoaktovky, má půvab, lehkost i jest melodická a úměrná talentu skladatele […]“.
Příznivějšího ocenění se tato příležitostná opera dočkala v německém tisku. Například Ernst Rychnovsky v deníku Prager Tagblatt ocenil libreto a o hudbě napsal: „Moorova hudba je více než pouhá příležitostná hudba. Vychází z dané doby, brzy však přeskakuje dobové hranice, a když se ve svých vynalézavých nápadech otře o okruh Smetanův, tak právě tím prozrazuje upřímné cítění tvůrce, který vydává sebe a nikoli odposlouchané mozartovské obraty, které z jiných úst zní vždy falešně.“
Nejsou zprávy o dalším uvedení této opery, ale vydána byla baletní hudba z ní, kterou několikrát vysílal roku 1935 Československý rozhlas.

## Osoby a první obsazení
| osoba | hlasový obor | premiéra (18. června 1930) |
| --- | ------------ | -------------------------- |
| W. A. Mozart | tenor        | Jaroslav Gleich            |
| Josefina Dušková                                                                                                  | soprán       | Marie Hrabětová            |
| Signorina Micelli                                                                                                 | soprán       | Marie Mácová               |
| Její matka | alt          | …                          |
| Chevalier de Seingalt                                                                                             | baryton      | …                          |
| Carlo, jeho synovec                                                                                               | tenor        | …                          |
| Signorina Saporiti                                                                                                | mezzosoprán  | …                          |
| Konstancie Mozartová                                                                                              | mezzosoprán  | …                          |
| František Dušek                                                                                                   | němá role    | …                          |
| Abbate Lorenzo da Ponte                                                                                           | bas          | …                          |
| Signore Bondini                                                                                                   | bas          | …                          |
| Terezina Bondiniová                                                                                               | soprán       | …                          |
| Luigi Bassi | bas          | …                          |
| Baron Bretfeld | baryton      | …                          |
| Hrabě Clam | baryton      | …                          |
| Guardasoni | bas          | …                          |
| Sluhové, tanečnice                                                                                                |              |                            |
| Dirigent: Otakar Kozel, režisér: Karel Votápek, choreografie: Štěpánka Klimešová-Poláková, výprava: Josef Multrus |              |                            |

## Děj opery
Na terase na Bertramce sedí W. A. Mozart nad partiturou Dona Juana, ale nepíše; poslouchá, jak jeho hostitelka Josefina Dušková za doprovodu svého manžela F. X. Duška zpívá árii Lascia ch'io pianga z Händelova Rinalda. Po skončení jí aplauduje a paní Dušková mu prozrazuje, že dnes večer se má sejít řada hostí k malé slavnosti. Mozart by rád zajel do města na partii kulečníku, ale ani nápad! musí zůstat kvůli hostům. O samotě si Mozart stěžuje, že se mu stále nedaří dopsat poslední akord k ouvertuře Dona Juana, i když v hlavě má vše připraveno (árie Já v náladě jsem znamenité). Tu zazní ze dvora čarovný zvuk harfy a Mozarta opět vyruší; to jeho choť ho překvapila a povolala sem harfeníka Häuslera.
Vstupují první hosté – signorina Micelliová a její matka, která u abbého da Ponte žádá o přímluvu ve Vídni u Salieriho pro svou dceru, a signorina Saporitiová, jež se bláhové ctižádosti matky i dcery směje. Dále přichází paní Terezina Bondiniová, pánové Bassi a Guardasoni, hrabě Clam, profesor Riegger, jezuita Cornova a bibliotékář Unger. Paní Dušková je vítá: účelem dnešního večera je vzdát hold Mozartovi před zítřejší premiérou (árie Mám jediné jen přání). Sluhové roznášejí občerstvení. Dorazí konečně i baron Bretfeld se skupinou baletek. Hosté obdivují čipernost starého barona a ten jim prozrazuje svůj recept na svěžest (árie Já vím, toť pravda svatá).
Dalším hostem je ohlašován mladý signore Casanova. Dámy ihned zbystří; mladík se klaní a vysvětluje, že je to jen omyl, bůhví proč ho všude od Vídně po Londýn považují za mistra milostných dobrodružství, ale on není „ten“ Casanova (árie Já vím, že mnozí na mne budou) Dámy přizvukují, páni pomrkávají a vidí v těchto protestech taktiku. Nejvíce dojata je signorina Micelliová, která si nedá vymluvit, že je to slavný Casanova na zapřenou. Všichni odejdou hledat Mozarta. Jen Micelliová si bere nejnovějšího hosta stranou a zpovídá se, jak hluboce zapůsobil na její neapolsky temperamentní nitro – a předvádí mu své pěvecké a taneční schopnosti (árie Za dívku bláhovou… Zpívej a tanči, regino). Na mladého Casanovu tím signorina zapůsobí, ale když se na něho vrhá, je tím trochu vyveden z míry. Micelliová laškovně vyčítá „mistru dobrodružství“ bezradnost a dává si s ním noční schůzku. O samotě Carlo Casanova lamentuje nad potížemi, které mu strýcova pověst působí – ten je totiž tím legendárním Casanovou, dnes už zestárlým. Teď se Carlovi každá žena vrhá k nohám, jen co zaslechne jeho příjmení (árie Mám já to ale smůlu).
Tu vstoupí „pravý“ Casanova a divadelní ředitel Bondini. Oba jsou nahněvaní na Mozarta: Bondini proto, že zítra je premiéra a ouvertura ještě není hotova, a Casanova proto, že se mu nelíbí libreto k Donu Juanovi a měl by pro ně vlastní návrhy. – Společnost (až na Micelliovy) se vrací a představením nového hosta se vyřeší záměna Carla a Giacoma Casanovů. Baron Bretfeld dává pokyn a baletky pro pobavení společnosti tančí gavotu. Pak vypráví Casanova o důvodech, proč žije s abbé da Pontem v nelásce: vězí v tom, překvapivě, žena (árie Noc byla jasná, Venezia krásná). Poté celá společnost tančí menuet, Mozart s paní Duškovou (menuet Co hezčího nad tanec jest). Pak se hosté chystají na návrat do města a Mozart chce jet s nimi pokračovat v načatém večeru. Ale Bondini potřebuje svou předehru, tak s pomocí lsti své ženy vláká Mozarta do místnosti s klavírem a zamknou za ním dveře. Pobavená společnost se s rozzlobeným skladatelem přes dveře loučí.
Intermezzo – noc. Mozart improvizuje na klavír motivy z předehry k Donu Juanovi.
Casanova si vzal synovce pod křídla a připravuje ho na schůzku s Micelliovou, vzpomínaje na vlastní eskapády (zpěv Ó kde jste léta dobrodružství). Signorina přichází a Carlo jí lichotí a odvádí ji do šerého loubí (duet Zde jsem, můj božský Casanovo). Casanova je sleduje a pak otevře Mozartovi. Chce s ním pohovořit – haní totiž da Ponteovo libreto a nabízí skladateli, že mu napíše na hotovou hudbu sám lepší slova. Mozart tuto absurdní myšlenku odmítá (dialog Odpusťte, drahý maestro).
Ozve se jekot a přibíhají slečny Micelliová a Saporitiová. Druhá se první směje, že se dokonale kompromitovala, ale signorina Micelliová namítá, že avantýra s Casanovou se nepočítá: všichni přece vědí, že je neodolatelný, takže podlehnout mu není pro ženu hříchem. S hrůzou pak zjišťuje, kdo je pravý Giacomo Casanova – ale koneckonců ani mladší variantou nepohrdne. Mozart se situaci směje a loučí se s přítomnými, pak zachází opět komponovat. Svítá a Guardasoni ho nachází u práce. Impresário si spokojeně mne ruce: poslední akord bude, je vyhráno.